# Suzu (Ishikawa)
Suzu (japanisch 珠洲市, -shi) ist eine Stadt im Nordwesten der japanischen Präfektur Ishikawa.

## Geographie

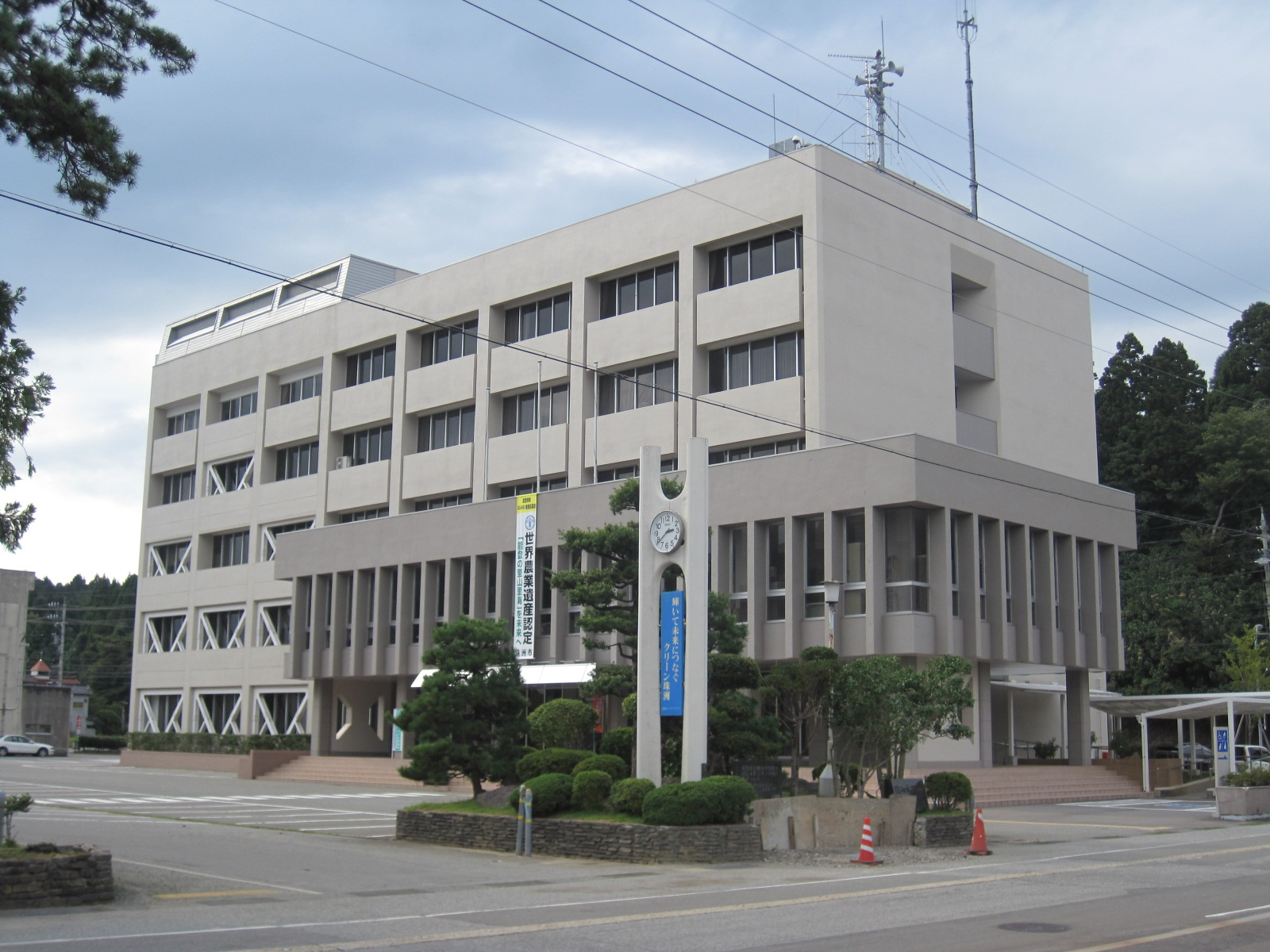
Rathaus

Suzu liegt nördlich von Kanazawa auf der Noto-Halbinsel am Japanischen Meer.

## Wirtschaft

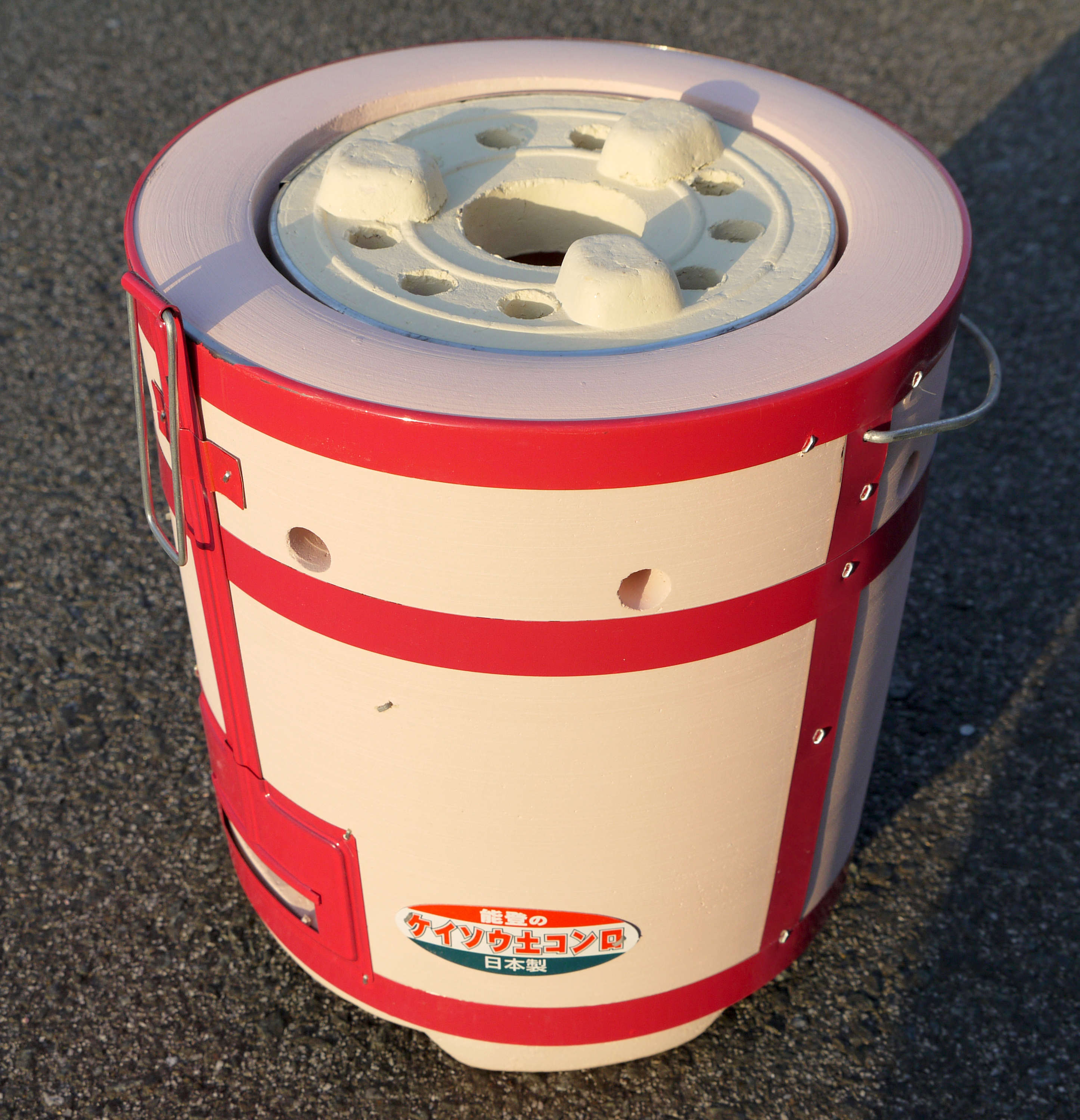
Konro

Suzu ist bekannt für die Herstellung von portablen Kochöfen, „Konro“ (コンロ) genannt.

## Sehenswürdigkeiten

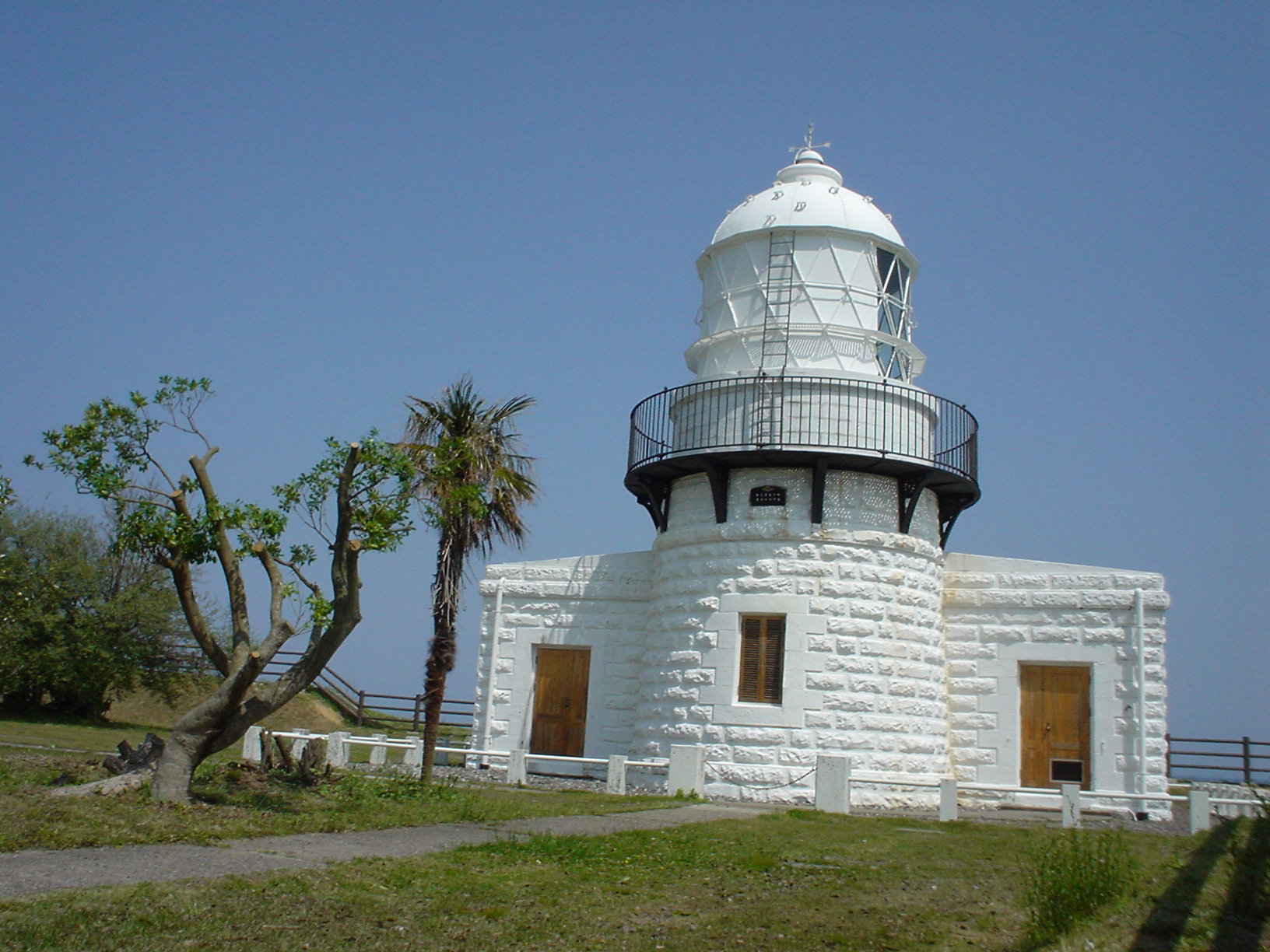
Rokkozaki-Leuchtturm

- Rokkozaki-Leuchtturm (禄剛崎灯台, Rokkozaki tōdai)
- Mitsukejima

## Verkehr
- Straße:
  - Nationalstraße 249, nach Nanao und Kanazawa

## Angrenzende Städte und Gemeinden
- Wajima
- Noto